# Liste der Stolpersteine in Bad Kreuznach
Die Liste der Stolpersteine in Bad Kreuznach enthält alle Stolpersteine, die im Rahmen des gleichnamigen Kunst-Projekts von Gunter Demnig in Bad Kreuznach verlegt und gefunden wurden. Mit ihnen soll an Opfer des Nationalsozialismus erinnert werden, die in Bad Kreuznach lebten und wirkten.

## Verlegte Stolpersteine
| Adresse                             | Verlegedatum | Person, Inschrift | Bild | Anmerkung |
| ----------------------------------- | ------------ | --- | ---- | --------- |
| Hochstraße 38 (Standort)            | 5. Feb. 2020 | HIER WOHNTE KAROLINE BARUCH JG. 1862 DEPORTIERT 1942 THERESIENSTADT ERMORDET 12.10.1943                                              |      |           |
| Hochstraße 38 (Standort)            | 5. Feb. 2020 | HIER WOHNTE EMMA REICHERT GEB. BARUCH JG. 1889 DEPORTIERT AUSCHWITZ ERMORDET 30.8.1943                                               |      |           |
| Hochstraße 38 (Standort)            | 5. Feb. 2020 | HIER WOHNTE JULIUS BARUCH JG. 1892 VERHAFTET 1944 BUCHENWALD TODESMARSCH APRIL 1945 ERMORDET                                         |      |           |
| Hochstraße 38 (Standort)            | 5. Feb. 2020 | HIER WOHNTE HERMANN BARUCH JG. 1894 FLUCHT 1938 BELGIEN INTERNIERT DRANCY DEPORTIERT 1942 ERMORDET IN AUSCHWITZ                      |      |           |
| Hochstraße 38 (Standort)            | 5. Feb. 2020 | HIER WOHNTE JOHANNA ROSENBERG GEB. BARUCH JG. 1901 DEPORTIERT 1941 MINSK ERMORDET                                                    |      |           |
| Römerstraße 2 (Standort)            | 5. Feb. 2020 | HIER WOHNTE AUGUSTE OPPENHEIMER ´TANTE GUSTCHEN´ JG. 1863 DEPORTIERT 27.7.1942 THERESIENSTADT ERMORDET 22.9.1942                     |      |           |
| Mannheimer Straße 4 (Standort)      | 7. Sep. 2021 | HIER WOHNTE JOSEPH MICHEL JG. 1876 VERHAFTET MÄRZ 1945 BUCHENWALD ERMORDET                                                           |      |           |
| Bahnstraße 4 (Standort)             | 7. Sep. 2021 | HIER WOHNTE ALBERT HEYMANN JG. 1891 FLUCHT 1934 HOLLAND INTERNIERT WESTERBORK DEPORTIERT 1943 SOBIBOR ERMORDET 28.5.1943             |      |           |
| Bahnstraße 4 (Standort)             | 7. Sep. 2021 | HIER WOHNTE HELENE HEYMANN GEB. LEVY JG. 1891 FLUCHT 1934 HOLLAND INTERNIERT WESTERBORK DEPORTIERT 1943 SOBIBOR ERMORDET 28.5.1943   |      |           |
| Bahnstraße 4 (Standort)             | 7. Sep. 2021 | SALOMON JÄGER JG. 1911 FLUCHT 1934 HOLLAND INTERNIERT WESTERBORK DEPORTIERT 1943 AUSCHWITZ ERMORDET 17.9.1943                        |      |           |
| Bahnstraße 4 (Standort)             | 7. Sep. 2021 | HIER WOHNTE LILLI JÄGER GEB. HEYMANN JG. 1921 FLUCHT 1934 HOLLAND INTERNIERT WESTERBORK DEPORTIERT 1943 AUSCHWITZ ERMORDET 17.9.1943 |      |           |
| Bahnstraße 4 (Standort)             | 7. Sep. 2021 | HIER WOHNTE THERESE HEYMANN JG. 1929 FLUCHT 1934 HOLLAND MIT HILFE ÜBERLEBT                                                          |      |           |
| Planig Mainzer Straße 83 (Standort) | 7. Mai 2022  | HIER WOHNTE JOHANNA WOLF GEB. KOSCHLAND JG. 1869 DEPORTIERT 1942 THERESIENSTADT ERMORDET 4.2.1943                                    |      |           |
| Planig Mainzer Straße 83 (Standort) | 7. Mai 2022  | HIER WOHNTE MAX WOLF JG. 1897 FLUCHT 1938 FRANKREICH 1939 USA                                                                        |      |           |
| Planig Mainzer Straße 83 (Standort) | 7. Mai 2022  | HIER WOHNTE EDITH WOLF JG. 1901 FLUCHT 1940 USA                                                                                      |      |           |
| Planig Mainzer Straße 83 (Standort) | 7. Mai 2022  | HIER WOHNTE ÄNNE WOLF VERH. LOEB JG. 1926 FLUCHT 1939 USA                                                                            |      |           |
| Planig Mainzer Straße 83 (Standort) | 7. Mai 2022  | HIER WOHNTE RICHARD WOLF JG. 1929 FLUCHT 1939 USA                                                                                    |      |           |
| Planig Mainzer Straße 85 (Standort) | 7. Mai 2022  | HIER WOHNTE EDMUND WOLF JG. 1889 UNFREIWILLIG VERZOGEN 1938 KÖLN DEPORTIERT 1941 RIGA 1944 STUTTHOF ERMORDET                         |      |           |
| Planig Mainzer Straße 85 (Standort) | 7. Mai 2022  | HIER WOHNTE EMILIE WOLF GEB. LANDMANN JG. 1897 UNFREIWILLIG VERZOGEN 1938 KÖLN DEPORTIERT 1941 RIGA ERMORDET 1943                    |      |           |
| Planig Mainzer Straße 85 (Standort) | 7. Mai 2022  | HIER WOHNTE GRETEL WOLF JG. 1924 UNFREIWILLIG VERZOGEN 1938 KÖLN DEPORTIERT 1941 RIGA 1944 STUTTHOF LAGER GODDENTOW BEFREIT          |      |           |
| Planig Mainzer Straße 85 (Standort) | 7. Mai 2022  | HIER WOHNTE RUTH WOLF JG. 1925 UNFREIWILLIG VERZOGEN 1938 KÖLN DEPORTIERT 1941 RIGA 1944 STUTTHOF ERMORDET                           |      |           |
| Planig Mainzer Straße 85 (Standort) | 7. Mai 2022  | HIER WOHNTE ERICH WOLF JG. 1928 UNFREIWILLIG VERZOGEN 1938 KÖLN DEPORTIERT 1941 RIGA WEITERDEPORTIERT ÜBERLEBT                       |      |           |
| Planig Mainzer Straße 96 (Standort) | 7. Mai 2022  | HIER WOHNTE BERTHA EILRICH GEB. BRAUN JG. 1882 DEPORTIERT 1942 ERMORDET IM BESETZTEN POLEN                                           |      |           |